# الناني ولد اشروقه
الناني ولد اشروقه (مواليد 1964) سياسي ووزير موريتاني يشغل منصب مدير ديوان الرئيس محمد ولد الغزواني منذ أغسطس 2024، وقد سبق له تقلُّد عدة مناصب إدارية ووزارية في عهد الرئيس الغزواني وسلفه محمد ولد عبد العزيز.